# Parallelia divaricata
Parallelia divaricata är en fjärilsart som beskrevs av Lucas 1892. Parallelia divaricata ingår i släktet Parallelia och familjen nattflyn. Inga underarter finns listade i Catalogue of Life.